# Verbandsgemeinde Irrel
Verbandsgemeinde Irrel was een Verbandsgemeinde in het Duitse Rijnland-Palts, district Bitburg-Prüm. Tot de Verbandsgemeinde behoorden 17 zelfstandige Ortsgemeinden, met Irrel als bestuurszetel. Op 1 juli 2014 werd Irrel opgeheven. De deelnemende gemeenten werden samen met de tot de Verbandsgemeinde Neuerburg behorende gemeenten samengevoegd in de op die datum opgerichte Verbandsgemeinde Südeifel.

## Gemeenten
1. Alsdorf
2. Bollendorf
3. Echternacherbrück
4. Eisenach
5. Ernzen
6. Ferschweiler
7. Gilzem
8. Holsthum
9. Irrel, tevens bestuurscentrum
10. Kaschenbach
11. Menningen
12. Minden
13. Niederweis
14. Peffingen
15. Prümzurlay
16. Schankweiler
17. Wallendorf